# イングリッド・アヴ・スヴェーリエ
イングリッド・アヴ・スヴェーリエ（Ingrid av Sverige, 1910年3月28日 - 2000年11月7日）は、スウェーデン王女で、デンマーク王フレゼリク9世の王妃。デンマーク語名はイングリズ・ア・スヴェーリエ（Ingrid af Sverige）。

## 生涯
当時王太子だったスコーネ公グスタフ・アドルフ王子（後のグスタフ6世アドルフ）と、その妃であるマルガレータの長女（第3子）として誕生。母は1920年に急逝し、父は3年後にイギリス貴族ルイーズ・マウントバッテン（イングリッドとは又従姉妹同士だった）と再婚。父とルイーズには、流産した女児以外の子どもは授からなかった。イングリッドは父が再婚したことで『父に裏切られた』と感じ、何年も後に大人として理解するまで父の再婚を受け入れられず、義母ルイーズに対して不親切だった。
1928年、当時プリンス・オブ・ウェールズだったイギリスのエドワード王子（後のエドワード8世）の花嫁候補となるが、婚約に至らなかった。1935年5月、デンマーク王太子だったフレゼリクと結婚し、間に3女をもうけた。
ドライブ好きで知られたイングリッドはしばしばお抱え運転手の運転を断り、自身でデイムラーかロールスロイスを運転してコペンハーゲン市内を走ったという。
2000年に死去、夫の眠るロスキレ大聖堂に葬られた。

## 子女
- マルグレーテ2世 （1940年 - ） - デンマーク女王
- ベネディクテ（1944年 - ） - ザイン＝ヴィトゲンシュタイン侯リヒャルト夫人
- アンネ・マリー（1946年 - ） -  ギリシャ王コンスタンティノス2世妃